# Kepulauan Seribu Selatan
Kepulauan Seribu Selatan (Zuidelijke Duizendeilanden) is een onderdistrict (kecamatan) van Duizendeilanden, in het westelijk deel van de Javazee ten noorden van Jakarta, Indonesië.

## Verdere onderverdeling
Het onderdistrict Kepulauan Seribu Selatan is verdeeld in 3 kelurahan:
1. Pulau Pari
2. Pulau Tidung Besar/Pulau Tidung Kecil
3. Pulau Untung Jawa